# 绿色教育
绿色教育是指对公众进行的生态环境意识教育，包括通过公共关系、广告、产品包装说明等方式对消费者进行环保观念灌输，起源可以追溯至2001年：中国科学院院士杨叔子在“中外中小学校长论坛”上作了题为《现代教育：绿色·人文·科学》的主题发言，提出了“绿色教育”这一新理念。主要教育对象是学生。在中国大陆，绿色教育还被赋予其他新的内涵，如要求政治人物清廉、各行各业依法依规办事、与中国共产党的科学发展观和绿色发展政策保持一致等。

## 原因
绿色产品大多采用较为高新的技术和材料构成，成本和生产工艺以及市场开拓费用相较于普通产品更高，因此售价也更高。对于一般消费者来说，价格是影响他们是否购买商品的重要因素，许多绿色产品高昂的价格使得消费者不愿进行绿色消费。因此，必须通过一定的教育手段，让他们对绿色产品的实质有所了解。